# 無心体
無心体（むしんたい、acardia）は、一卵性多胎（多くの場合一卵性双胎）のうち一絨毛膜性のものにおいてのみ見られる異常胎児であり、心臓を全く持たないか、あるいは痕跡的にしか持たないことを特徴とする。そのため当然ながら分娩後は生存不可能であり、かつ死産児としては扱われない。形態に関しても、臍帯を有することは正常胎児と同様であるが、一般に正常胎児と比較して心臓を持たないこと以外にも外観・内部ともに著しい奇形を呈し、身体の一部分しか発育していないものや、ヒトとしての外観を備えていないものが多く、無心体はその形態によって分類されている。
一方が無心体であるような一卵性双胎を無心体双胎といい、この場合の正常胎児（無心体双胎における正常胎児を特にポンプ児と呼ぶ）と無心体の臍帯の血管は吻合しているため、ポンプ児から拍出された血流が胎盤を介さず直接無心体児の臍帯から無心体へ流入することによって無心体児が環流され発育し、ポンプ児の心臓にはそれ自身と無心体の両方の分の負担がかかる。これが原因でポンプ児も出生前に死亡してしまう例が多く、医療処置なしではポンプ児の生存率は50%を下回るとされる。この状態に対する医療処置の代表としてはラジオ波焼灼術が挙げられ、これは主に肝細胞癌に用いられる治療法であるが、無心体双胎に対しての場合は、ラジオ波を利用して無心体の血流を遮断するもので、この処置を行った後はポンプ児の生存率は90%程度となるとされる。
無心体は古くは1533年にBenedettiによって初めて報告された。

## 無心体の分類
- 全身無心体 - 身体の主要部分が全体にわたってそれと認め得るもの。痕跡的心臓を有する場合がある。
  - 全頭骨全身無心体
  - 半頭骨全身無心体
- 半身無心体 - 身体の主要部分の上半か下半が欠けているもの
  - 無頭無心体 - 身体の上半部に欠損のあるもの
    - 全頭骨無頭無心体
    - 半頭骨無頭無心体
    - 無頭骨無頭無心体
    - 無胸無頭無心体
    - 無脊椎無頭無心体

  - 無胴無心体 - 身体の下半部に欠損のあるもの
    - 不完全無胴無心体
    - 完全無胴無心体
- 無形無心体 - 身体の主要部分がほとんどそれと認め得ないもの
  - 外部無形無心体
  - 全部無形無心体